# Людина-мураха та Оса
«Люди́на-мура́ха та Оса́» (англ. Ant-man and The Wasp) — американський супергеройський фільм, оснований на однойменних коміксах видавництва Marvel Comics, виробництва Marvel Studios і дистрибуції Walt Disney Studios Motion Pictures. Є двадцятою картиною кінематографічного всесвіту Marvel. Режисером виступив Пейтон Рід, сценаристами стали Ендрю Баррер, Гебріел Феррарі и Пол Радд. У головних ролях — Пол Радд, Майкл Дуглас та Еванджелін Ліллі.
Прем'єра стрічки в Україні відбулась 5 липня 2018 року у форматі 3D та IMAX 3D.

## Сюжет
Генк Пім з донькою Гоуп розробляють пристрій, яким хочуть отримати з квантового виміру послання зниклої Генкової дружини, Джанет. У 1987 вона разом з чоловіком завадила вибуху радянської ракети, для чого зменшилася й опинилася в пастці у квантовому вимірі. Інженер Скотт Ленґ тим часом перебуває під домашнім арештом у Сан-Франциско і шукає чим розважитися. Йому сниться дивний сон, в якому він потрапляє у квантовий вимір та бачить зниклу дружину Піма. Гоуп забирає його до батька, лишивши замість Скотта збільшену мураху, натреновану робити все, що робить Скотт. Гоуп розуміє, що уві сні було справжнє минуле і це свідчить, що Джанет можливо досі жива.
Гоуп домовляється з підпільним торговцем Сонні Берчем про покупку стабілізатора для свого пристрою, але той обманює їх і приводить найманців-грабіжників, щоб захопити винаходи Піма. Гоуп протистоїть їм, одягнувши новий костюм Оси, коли з'являється примарна особа в білому костюмі. Скотт одягає новий недороблений костюм Людини-мурахи й намагається допомогти Гоуп, що одягнула костюм Оси, але незнайомка викрадає зменшену лабораторією Піма й тікає.
Генк з Гоуп і Скоттом відвідує свого колишнього партнера Білла Фостера, щоб той допоміг знайти лабораторію. Проте Генка й Скотта впізнають спецслужби та ті мусять тікати. Ленґ з Гоуп проникають до школи, де в кубку сховано стабілізатор, при цьому костюм Людини-мурахи постійно збоїть, змінюючи розміри Скотта. Пім відстежує розташування лабораторії та вони проникають у сховок злодійки. Нею виявляється Ейва на прізвисько Примара. Вона спільниця Фостера і розповідає, що Пім із заздрощів вигнав з лабораторії її батька Еліаса. Той самотужки продовжив дослідження квантового простору. Внаслідок невдалого експерименту батьки Ейви загинули, а сама Ейва стала існувати в усіх можливих варіантах розвитку подій одночасно. Організація «Щит» зробила з неї спецагента, забезпечивши костюмом, що дозволяє їй існувати в стабільній формі. Фостер замислив використати зібрану Джанет енергію, щоб назавжди повернути Ейві нормальне життя, але потребує допомоги. Генк відмовляється, адже це вб'є Джанет, і тікає разом з Гоуп і Скоттом, прихопивши лабораторію.
Тим часом спецслужби розшукують Скоттового друга Луїса, який останній говорив зі Скоттом. Йому вколюють психотропи, щоб той видав правду, але Луїс починає довгу балаканину. Привид переноситься на допит і, запитавши, Луїса, отримує відповідь. Пім і Гоуп відкривають тунель у квантовий вимір і Джанет передає через Ленґа свої координати. В цей час до будинку Ленґа навідуються його дружина й дочка та одночасно спецагент Джиммі Ву. Скотт встигає опинитися вдома вчасно, але лабораторію Піма оточують ФБР. Піма й Гоуп арештовують, а Берч краде їхню лабораторію.
Ленґ, використовуючи надресованих мурах, допомагає Піму і Гоуп втекти з-під варти й повернути лабораторію. Примара помічає мурах і намагається знову заволодіти лабораторією. Пім вирушає у квантовий вимір, поки Скотт відвертає увагу Примари. Берч переслідує його та перехоплює лабораторію, та Луїс стає йому на заваді. Пім знаходить дружину та повертає її у звичайний світ. Скотт і Гоуп долають Примару, Джанет дає їй частину своєї енергії, щоб тимчасово стабілізувати її стан.
Скотт повертається додому під домашній арешт, який врешті закінчується. Ейва і Фостер змушені далі переховуватися. За якийсь час Генк і Джанет ставлять будинок біля моря, а зменшені Скотт з Гоуп і донькою дивляться фільм на ноутбуці, наче в кінотеатрі.

### Сцени після титрів
У першій сцені після титрів Скотт збирає у квантовому вимірі енергію для Ейви. Несподівано зв'язок з лабораторією зникає — Генк, Джанет і Гоуп розсипаються на пил (події фіналу «Месники: Війна нескінченності»). Вулиці Сан-Франциско безлюдніють, а в будинку Скотта мураха продовжує грати на барабанах.

## У ролях

### Акторський склад
- Пол Радд — Скотт Ленґ / Людина-мураха:

Колишній дрібний злочинець, який викрав костюм, що дозволяє йому зменшуватися або збільшуватися, а також збільшуватися в силі. Після подій Перший месник: Протистояння, Ленґ сидить під домашнім арештом.
- Еванджеліна Ліллі — Гоуп ван Дайн / Оса:

Дочка Генка Піма і Джанет ван Дайн, яка передала аналогічний костюм і мантію Оси від її матері. Її стосунки з Ленґом є складнішим, ніж у першому фільмі, вона зла, що взяв участь у Протистоянню здавши технології її батька. Мадлен МакҐроу зображує молоду Гоуп ван Дайн.
- Майкл Пенья — Луїс:

Колишній співкамерник Ленґа і член його екіпажу X-Con Security. Існувало менше можливостей для Пенья імпровізувати в порівнянні з першим фільмом, де він і Радд все ще розвивали характер під час фільмування. Творча команда хотіла представити ще одну сцену Луїса «де він розповідає довгу історію», як він це зробив у першому фільмі, але не хотів повторюватися;  вони взяли інший підхід, давши Луїсу сироватку правди.
- Волтон Гоггінс — Сонні Берч:

Кримінальний тип низького рівня, який прагне отримати технологію «Пім» для продажу на чорному ринку.
- Боббі Каннавале — Джим Пакстон:

Поліціянт і чоловік колишньої дружини Ленґа Меґґі.
- Джуді Грір — Меґґі:

Колишня дружина Ленґа.
- T.I. Гарріс — Дейв:

Член екіпажу безпеки X-Con компанії Ленґа.
- Девід Дастмалчян — Курт:

Член екіпажу безпеки X-Con компанії Ленґа.
- Ганна Джон-Кеймен — Ава Стар / Яга:

Жінка з молекулярною нестабільністю, яка може проходити через об'єкти, вона вважається лише «лиходієм», через її спроби вижити стикаються з цілями героїв. Хоча в коміксах персонаж був чоловіком, але творчий колектив вважав, що стать персонажа не має відношення до його зображення, і вважає, що кастинг жінки буде цікавішим, це також дозволило їм продовжити тему батьків і дочок. Джон-Кеймен насолоджувалася ситуацією «чистого аркуша», що дозволило їй зробити персонажа своїм. Продюсер Стівен Бруссар сказав, що вони хотіли взяти менш відому актрису, щоб зберегти таємницю характеру. РайЛен Брайтен зображує молоду Аву Стар.
- Еббі Райдер Форссон — Кассандра Ленґ:

Дочка Ленґа і Меґґі.
- Рендалл Парк — Джиммі Ву:

Агент ФБР і офіцер з ув'язнення Ленґа.
- Мішель Пфайфер — Джанет ван Дайн:

Оригінальна Оса, яка пропала у квантовому вимірі. Вона є дружиною Піма і матір'ю Гоуп. Пфайфер була мрією Рідда для ролі з часу, коли він працював над першим фільмом, і він запевнив, що вона принесе свій внесок у характер персонажа. Він зазначив, що персонаж провів 30 років у квантовому вимірі, тому виникає питання про те, як це вплинуло на неї. Продюсер Кевін Файгі пояснив, що персонаж старіє протягом цих 30 років, хоча час працює по-іншому в квантовому вимірі, щоб уникнути будь-якого «науково-фантастичного дивацтва», яке може відібрати у фільму емоційної зустрічі з Пімом і Гоуп. Хейлі Ловітт грає молоду Джанет ван Дайн, переосмислюючи її роль у першому фільмі.
- Лоуренс Фішберн — Білл Фостер:

Старий друг Піма, який колись був його помічником у проєкті Голіаф. Фішберн підійшов до Marvel щодо свого приєднання до КВМ, підкинувши їм кілька ідей, перш ніж Marvel запропонував йому роль Фостера у фільмі.
- Майкл Дуґлас — Генк Пім:

Колишній агент Щ.И.Т.а, ентомолог і фізик, який став оригінальною людиною-мурахою після виявлення субатомних частинок, які роблять можливе зменшення. Пім став набагато ближче до своєї дочки Гоуп з часу першого фільму. Дакс Гріффін грає молодого Генка Піма.
Крім того, Стен Лі, спільний творець титульних героїв, має камео в фільмі: «людина, чия машина випадково скорочується». Бенджамін Байрон Девіс з'являється у ролі агента Берлі, Майкл Серверіс виступає як батько Ави Еліхас Стар, а Рянн Стіл грає Катерину. Тім Хайдекер і Браян Гаскі з'являються в камео як капітани човна. Команда Сонні Берча складається з Дівіана Ладва, як Узмана, Горан Костич як Анітолова, і Роб Арчера, як Нокса, а Шон Клеєр зображує Стольца, ФБР у Берчі, і підлеглого Джиммі Ву. Том Шарплінг та Джон Вюрстер з «Найкраще шоу» мають камео як водії Burch SUV.

### Український дубляж
- Дистриб'ютор — B&H Film Distibution
- Студія дубляжу — LeDoyen
- Режисер дубляжу — Анна Пащенко
- Перекладач — Олег Колесніков
- Ролі дублювали:
  - Скотт Ленґ / Людина-мураха — Андрій Твердак
  - Гоуп Ван Дайн / Оса — Світлана Шекера
  - Луїс — Назар Задніпровський
  - Генк Пім — Владислав Пупков
  - Білл Фостер —Євген Сінчуков
  - Санні Берч — Олександр Форманчук
  - Джиммі Ву — Акмал Гурєзов
  - Дженет Ван Дайн — Тамара Морозова
  - Кессі Ленґ — Любава Берло
  - Ава Стар / Яга — Катерина Качан
  - Меґґі — Інна Белікова
  - Дейв — Роман Молодій
  - Курт — Дмитро Чернов
  - Пекстон — Олексій Череватенко
  - Стен Лі — Юрій Висоцький

А також: Михайло Войчук, Володимир Кокотунов, Юрій Ребрик, Півло Лі, Віктор Данилюк, Петро Сова, Павло Голов, Вікторія Білан, Ксеній Лук'яненко, Дмитро Рассказов, В'ячеслав Дудко, Марія Єременко, Катерина Башкіна-Зленко, Сергій Кияшко, Сергій Гутько.

## Виробництво

### Розробка
У червні 2015 року Пейтон Рід заявив: «Якби ми були досить фартові, щоб зняти сиквел або навіть приквел, я б це зробив. Я справді закохався у цього персонажа». У липні 2015 року Майкл Дуглас висловив бажання, щоб його дружина Кетрін Зета-Джонс, зіграла Джанет ван Дайн (першу Осу), в той час, як Еванджелін Ліллі сподівалася побачити в цій ролі Мішель Пфайффер.
Дуглас також заявив, що не підписував контракт на фільмування у майбутньому. В кінці місяця Давид Дастмалчян висловив бажання знятися у фільмі.
У жовтні 2015 року Marvel Studios офіційно оголосила, що сиквел буде називатися «Ant-man and The Wasp» і приблизна дата виходу — 6 липня 2018 року. В кінці жовтня Пейтон Рід вступив у переговори на фільмування сиквелу. У листопаді 2015 року було оголошено, що Пол Радд і Еванджелін Ліллі повернуться до своїх ролей. У грудні 2015 були оголошені імена сценаристів: Ендрю Баррера, Гебріел Феррарі та Пол Радд. В серпні 2016 року, на 42 премії «Сатурн» режисер Пейтон Рід заявив, що продовження буде переплітатися з фільмом «Перший Месник: Протистояння». Тоді ж було оголошено, що Майкл Пенья повернеться до ролі Луїса. У лютому 2017 року Майкл Дуглас підтвердив, що повернеться до ролі Генка Піма.

### Фільмування
Знімання фільму стартувало 22 липня 2017 року на студії Pinewood Atlanta у штаті Джорджія, під робочою назвою «Cherry Blue».
29 березня 2018 року за повідомленням італійського сайту Bad Taste, стрічка «Людина-мураха та Оса» зараз виявляється на стадії додаткових зйомок. Але це нормально для блокбастерів, джерела сайту заявляють, що весь вступ фільму буде перероблено. Зняті в Південній Америці сцени, найімовірніше, не сподобалися тестовій аудиторії та тепер вони замінені чимось іншим.

### Постпродакшн
Наприкінці листопада Ліллі сказала, що персонажі намагатимуться потрапити у квантовий вимір у фільмі, і їх потенційний успіх «відкриє цілий новий мультиверс». У фільмі міститься кліп від Animal House (1978), якому Рід нагадував під час обговорення науки про квантовий вимір для фільму. Рід наполягав на тому, що фільм буде менш ніж дві години, оскільки після «масової епопеї» «Війни Нескінченності» необхідно «перепочити».

## Музика
У червні 2017 року Рід підтвердив, що Крістоф Бек, який написав саундтрек для фільму «Людина-мураха» (2015 року), повернеться на пост композитора до другої частини. Бек повторив свою головну тему з Людини-мурахи, а також написав нову для Оси, і показав, що вона більше впевнена у своїх здібностях, ніж Ленґ. Вибираючи між цими темами для конкретних сюжетів у всьому фільмі, Бек намагався вибирати тему Оси частіше, щоб було «достатньо новинки в партитурі». Hollywood Records та Marvel Music випустили цифровий альбом з музичним супроводом 6 липня 2018 року.

## Випуск
Світова прем'єра «Людина-мураха та Оса» сталася в театрі El Capitan в Голлівуді 25 червня 2018 року і в Сполучених Штатах 6 липня 2018 році, де він відкрився в 4206 театрах. 3 000 у 3D, 403 у IMAX, понад 660 у великому форматі, а понад 220 у D-Box та 4D.
Фільм повинен був вийти в Сполученому Королівстві 29 червня 2018 року, але був перенесений у листопаді 2017 року до 3 серпня 2018 року, щоб уникнути конкуренції з Чемпіонатом світу з футболу 2018 року. Чарльз Ґант з The Guardian і Screen International зауважив, що «турбота для дистриб'юторів фільму полягає в тому, що глядачі будуть втягнуті в турнір. Отже, легше грати в безпеці та не дати дату свого фільму в цей час, особливо під час групової стадії, коли всі країни-претенденти змагаються». Том Батлер з Yahoo! Фільми Великої Британії додали, що, на відміну від першого фільму, який був одним з найменш вагомих фільмів КВМ у Великій Британії, рівень очікування для фільму "є найвищим після всіх подій «Війни Нескінченності» і «британська аудиторія, ймовірно, дізнається, що відбувається у фільмі задовго до його відкриття у британських кінотеатрах, і це може мати негативний вплив на його потенціал». Також може бути частково через Disney який затягував випуск «Incredibles 2» до 13 липня 2018 (місяць після його випуску в Сполучених Штатах), і не бажаючи конкурувати з собою з двома фільмами. Це, своєю чергою, призвело до того, що фанати в країні розпочали петицію Change.org про те, щоб Дісней продовжив дату випуску фільму на кілька тижнів, подібно до того, як у Сполучених Штатах Америки продовжили «Війну Нескінченності».

### Домашні мультимедіа
«Людина-мураха та Оса» вийшли на Digital 2 жовтня 2018 року, а на Ultra HD Blu-ray, Blu-ray і DVD 16 жовтня. Вони містять смішні дублі, вступ з Рідом, видалені сцени.

## Сприйняття

### Касові збори
«Людина-мураха та Оса» зібрали $216,6 млн у Сполучених Штатах і Канаді та $406 млн в інших країнах. Касові збори фільму «Людина-мураха та Оса» у світі склали 622,7 млн доларів. Стрічка займає одинадцяте місце у списку найкасовіших фільмів 2018 року.
В українському прокаті фільм зібрав 1,3 млн доларів.

### Відгуки
Вебсайт Rotten Tomatoes повідомив про рейтинг 88 % із середнім балом 6,96 / 10, заснованим на 384 відгуках. На критичному консенсусі вебсайту сказано: «Легший, яскравий фільм, створений завдяки легкій харизмі Пола Радда й Еванджеліни Ліллі, Людина-мураха та Оса, пропонує дуже необхідний мийний засіб для губ». На Metacritic середньозважена оцінка 70 зі 100, заснована на 56 критиках, із зазначенням «загалом сприятливих відгуків». Глядачі, опитані CinemaScore, дали фільму середній бал «A–» на шкалі A + F, а не «A».
Пітер Траверс, який пише для Rolling Stone, дав фільмові 3 з 4 зірок і похвалив Радда і Ліллі, кажучи: «Секрет Мурахи та Оси полягає в тому, що він працює найкраще, коли він не намагається сильно працювати». Річард Робер з Чиказького Сан-Таймса похвалив легкий тон, як догляд, і дихання після «різко важкого» «Месники: Війна Нескінченності». Він також похвалив акторів, особливо Радда і Фортсона, а також візуальні ефекти. Манолла Даргіс з The New York Times відчула «швидкий, яскравий і свіжий» тон фільму, який є значним поліпшенням у порівнянні з першим фільмом. Вона також похвалила Радда, відчула, що Ліллі знайшла в ній «її грув». Саймон Амбрамс з RogerEbert.com сказав, що фільм був «досить хорошим», «брудний, але задовольняє» продовженню вдалося жонглювати на багатьох своїх ділянках, надаючи Скотту Ленґу розвиток характеру.

### Нагороди
| Нагорода                           | Дата              | Категорії                                                | Одержувач                                                                                | Результат    | Дж     |
| ---------------------------------- | ----------------- | -------------------------------------------------------- | ---------------------------------------------------------------------------------------- | ------------ | ------ |
| Golden Trailer Awards              | 29 травня 2019    | Краща Ent дія на дому                                    | «Bonus Trailer» (Tiny Hero)                                                              | Номінація    | [ 48 ] |
| Golden Trailer Awards              | 29 травня 2019    | краща пригода на дому                                    | «Watch Me» (Trailer Park, Inc.)                                                          | Номінація    | [ 48 ] |
| Golden Trailer Awards              | 29 травня 2019    | Кращий пригодницька телевізійна п'єса (для фільму)       | «War» (AV Squad)                                                                         | Номінація    | [ 48 ] |
| Golden Trailer Awards              | 29 травня 2019    | Кращий голосовий ТВ-спот (для фільму)                    | «War» (AV Squad)                                                                         | Номінація    | [ 48 ] |
| Hollywood Music in Media Awards    | 14 листопада 2018 | Оригінальний репертуар — Sci-Fi / Фентезі / Фільми жахів | Christophe Beck                                                                          | Номінація    | [ 49 ] |
| St. Louis Film Critics Association | 16 грудня 2018    | Кращий екшн-фільм                                        | Людина-мураха і Оса                                                                      | Номінація    | [ 50 ] |
| Screen Actors Guild Awards         | 27 січня 2019     | Видатна робота ансамблю трюків у кінокартині             | Людина-мураха і Оса                                                                      | Номінація    | [ 51 ] |
| Teen Choice Awards                 | 11 серпня 2019    | Вибір акторки екшн-фільму                                | Людина-мураха і Оса                                                                      | В очікуванні | [ 52 ] |
| Teen Choice Awards                 | 11 серпня 2019    | Вибір актору екшн-фільму                                 | Пол Радд                                                                                 | В очікуванні | [ 52 ] |
| Teen Choice Awards                 | 11 серпня 2019    | Вибір акторки екшн-фільму                                | Еванджеліна Ліллі                                                                        | В очікуванні | [ 52 ] |
| Visual Effects Society Awards      | 5 лютого 2019     | Видатне середовище, створене в фотореальній функції      | Florian Witzel, Harsh Mistri, Yuri Serizawa, Can Yuksel for Journey to the Quantum Realm | Номінація    | [ 53 ] |

## Сиквел
Поперед релізом фільму, Рід зазначив, що він і Марвел «сподіваються» на третій фільм, обговорюючи потенційні моменти історії. Майкл Дуґлас також висловив зацікавленість у відтворенні молодшої версії свого героя Генка Піма в приквелі, чим Рід вже дражнив ще у 2015 році. У лютому 2019 року Дуґлас сказав про можливе продовження: «Там були розмови, але не було нічого формального». У жовтні 2019 року, коли його запитали про майбутнє Радда як Людини-мурахи, Фейг відповів: "Шахові фігури були розставлені дуже цілеспрямовано після [Месники: Кінцева гра]. Ті, хто не входить в дошку, вимикаються, а ті, що все ще вмикаються, ти ніколи знати ". Пізніше того ж місяця Рід офіційно підписав режим третього фільму "Людина-мураха". Можлива дата виходу у 2022 році, а Дуглас підтверджує свою причетність і оголошує, що фільмування почнуться в січні 2021 року. У квітні 2020 року Джеффа Лавнеса найняли для написання сценарію. До цього вересня Джонатан Майорс отримав головну роль, яка, як повідомлялося, була Канґм Завойовником. У грудні 2020 року студія Marvel оголосила назву фільму "Людина-мураха та оса: Квантоманія" та підтвердила повернення Радда, Ліллі, Дуґласа та Пфайффера та кастинг у ролі Канґа, а також оголосила кастинг Кетрін Ньютон як Кассі Ленґ.